# Shaw-Mayer-Maus
Die Shaw-Mayer-Maus (Pseudohydromys ellermani oder Mayermys ellermani) ist eine auf Neuguinea lebende Nagetierart aus der Gruppe der Altweltmäuse.
Der Artzusatz im wissenschaftlichen Namen ehrt den britischen Mammalogen J. R. Ellerman.

## Merkmale
Die Shaw-Mayer-Maus unterscheidet sich von allen anderen Mäusen und Nagetieren darin, dass sie pro Kieferhälfte nur mehr einen einzigen Molar aufweist. Mit insgesamt nur acht Zähnen besitzt sie somit unter allen Nagetieren die wenigsten Zähne.
Diese Mäuse erreichen eine Kopfrumpflänge von 8,5 bis 10 Zentimeter, wozu noch ein 10 bis 11 Zentimeter langer Schwanz kommt. Ihr Gewicht beträgt rund 17 bis 21 Gramm. Ihr Fell ist an der Oberseite dunkelgrau und an der Unterseite hellgrau gefärbt, manche Tiere haben einen weißen Fleck auf der Brust. Zwischen den Zehen haben sie kleine Schwimmhäute.

## Lebensweise
Diese Mäuse bewohnen die Hochländer des nordöstlichen Neuguineas zwischen 1400 und 2800 Metern Seehöhe. Ihr Lebensraum sind Wälder.
Über ihre Lebensweise ist kaum etwas bekannt. Sie dürften nachtaktiv sein, mehrere Tiere wurden unter Baumstämmen gefunden, wo sie vermutlich nach Nahrung suchten. Sie dürften sich vorrangig von Insekten ernähren.
Aufgrund des großen Verbreitungsgebietes ist die Art laut IUCN nicht gefährdet.